# ثیلز (نیویورک)
ثیلز (به انگلیسی: Thiells) یک منطقهٔ مسکونی در ایالات متحده آمریکا است که در شهرستان راکلند، نیویورک واقع شده‌است. ثیلز ۴٫۸ کیلومتر مربع مساحت و ۵٬۰۳۲ نفر جمعیت دارد و ۸۴ متر بالاتر از سطح دریا واقع شده‌است.